# عباس مخيمر
عباس مخيمر (1948 -) رئيس لجنة الدفاع والأمن القومي بمجلس الشعب المصري، وعضو المجلس عن حزب الحرية والعدالة.

## حياته
تخرج من الكلية الحربية عام 1969 من سلاح المدرعات، وشارك في حرب الاستنزاف، كما شارك برتبة نقيب في حرب 1973 ضمن قوات الجيش الثالث الميداني "قوات بدر"
تدرج في الوظائف والمناصب المختلفة داخل القوات المسلحة حتى رتبة اللواء، حصل علي ميدالية الخدمة الطويلة والقدوة الحسنة ووسام الجمهورية. تقاعد من القوات المسلحة عام 2002

## العمل السياسي
كان عباس عضو مجلس الشعب 2012 عن دائرة أبو كبير - محافظة الشرقية، كما شغل منصب رئيس لجنة الدفاع والامن القومي بمجلس الشعب وكان عضو بحزب الحرية والعدالة.

## أحداث استاد بورسعيد
علق عباس بصفته رئيس لجنة الدفاع والأمن القومي على أحداث ستاد بورسعيد التي وقعت عام 2012 ووصفها بالحدث الجسيم والكبير على مصر، وأكد على ضرورة محاسبة كل من له علاقة والقبض على كل من له يد في هذا الموضوع. واتهم جهات لم يسمها بافتعال هذه الأحداث وشدد على ضرورة معرفة من وراءه واليد التي حركته، مطالبا باستقالة وزير الداخلية ومحافظ بورسعيد. كما طالب بتطبيق قوة القانون على الجميع حتى يكون رادعا لكل من تسول له نفسه العبث بأمن مصر.[بحاجة لمصدر]